# Coupe Spengler 2019
Navigation
Édition précédente Édition suivante
La Coupe Spengler 2019 est la 93e édition de la compétition. Elle se déroule du 26 au 31 décembre 2019 à Davos, en Suisse.

## Modus
Les six équipes participantes sont d'abord réparties en deux poules de trois, le groupe Torriani et le groupe Cattini. Chacune des équipes rencontre ses deux autres adversaires. La première équipe de chaque groupe est directement qualifiée pour les demi-finales. Les quatre autres équipes disputent des quarts de finale, durant lesquelles le deuxième du groupe Cattini rencontre le troisième du groupe Torriani, et inversement. Le vainqueur de chacun de ces quarts de finale est qualifié pour les demi-finales. Les deux équipes victorieuses s'affrontent en finale, le 31 décembre à midi.

## Participants
- HC Ambrì-Piotta (NL)
- HC Davos (NL)
- Équipe du Canada
- HC Oceláři Třinec (Extraliga)
- Salavat Ioulaïev Oufa (KHL)
- TPS (Liiga)

## Résultats

### Phase de groupes

#### Groupe Torriani
| Clt   | Équipe                | PJ | V | VP | VF | D | DP | DF | BP | BC | Pts |
| ----- | --------------------- | -- | - | -- | -- | - | -- | -- | -- | -- | --- |
| +001, | HC Ambrì-Piotta       | 2  | 2 | 0  | 0  | 0 | 0  | 0  | 7  | 1  | 6   |
| +002, | TPS                   | 2  | 1 | 0  | 0  | 0 | 0  | 1  | 4  | 6  | 3   |
| +003, | Salavat Ioulaïev Oufa | 2  | 0 | 0  | 0  | 2 | 0  | 0  | 4  | 8  | 0   |

- Qualifié directement pour les demi-finales
- Qualifié pour les quarts de finale

| 26 décembre | HC Ambrì-Piotta | 4-1 (2-0, 1-1, 1-0) | Salavat Ioulaïev Oufa | Vaillant Arena 6 300 spectateurs |

| Feuille de match | Feuille de match | Feuille de match    | Feuille de match                             | Feuille de match                                                           |
| ---------------- | --- | ------------------- | -------------------------------------------- | -------------------------------------------------------------------------- |
|                  | Sabolič (Zwerger, Fischer) — 2 min 28 s D’Agostini (Fora, Egli) — 15 min 46 s Müller (Zwerger, Miranda) — 23 min 23 s (SN) Müller — 59 min 42 s (CV) | 1-0 2-0 3-0 3-1 4-1 | Lissavets (Omark, Bourmistrov) — 38 min 39 s | Arbitrage : Yevgueni Romasko Daniel Stricker Roman Kaderli Dmitriy Chichlo |
| Daniel Manzato   | Gardiens | Andreï Kareïev      |                                              | Arbitrage : Yevgueni Romasko Daniel Stricker Roman Kaderli Dmitriy Chichlo |
| 6 min            | Pénalités | 10 min              |                                              | Arbitrage : Yevgueni Romasko Daniel Stricker Roman Kaderli Dmitriy Chichlo |
|                  | |                     |                                              | Arbitrage : Yevgueni Romasko Daniel Stricker Roman Kaderli Dmitriy Chichlo |

| 27 décembre | TPS | 4-3 (1-1, 3-0, 0-2) | Salavat Ioulaïev Oufa | Vaillant Arena 6 300 spectateurs |

| Feuille de match | Feuille de match | Feuille de match            | Feuille de match                                                                                           | Feuille de match |
| ---------------- | --- | --------------------------- | --- | ---------------- |
|                  | Lehtonen (Pajuniemi, Holm) — 5 min 50 s (SN) Anttalainen (Korpikoski, Filppula) — 30 min 51 s Sund (Nurmi) — 32 min 30 s Filippula (Windlert, Korpikoski) — 35 min 8 s | 1-0 1-1 2-1 3-1 4-1 4-2 4-3 | Guimatov (Korpikoski) — 12 min 1 s Stanislav Gareïev — 55 min 29 s Amirov (Tsoulyguine) — 59 min 29 s (JS) |                  |
| Rasmus Tirronen  | Gardiens | Vladimir Sokhatski          | |                  |
| 2 min            | Pénalités | 8 min                       | |                  |
|                  | |                             | |                  |

| 28 décembre | HC Ambrì-Piotta | 3-0 (0-0, 2-0, 1-0) | TPS | Vaillant Arena 6 300 spectateurs |

| Feuille de match | Feuille de match                                                                                               | Feuille de match  | Feuille de match | Feuille de match |
| ---------------- | --- | ----------------- | ---------------- | ---------------- |
|                  | Brian Flynn (Douay) — 28 min 59 s (IN) D'Agostini (Flynn, Sabolič) — 35 min 34 s D’Agostini — 58 min 42 s (CV) | 1-0 2-0 3-0       |                  |                  |
| Ludovic Waeber   | Gardiens | Julius Pohjanoska |                  |                  |
| 10 min           | Pénalités | 14 min            |                  |                  |
|                  | |                   |                  |                  |

#### Groupe Cattini
| Clt   | Équipe            | PJ | V | VP | VF | D | DP | DF | BP | BC | Pts |
| ----- | ----------------- | -- | - | -- | -- | - | -- | -- | -- | -- | --- |
| +001, | Équipe du Canada  | 2  | 2 | 0  | 0  | 0 | 0  | 0  | 9  | 2  | 6   |
| +002, | HC Oceláři Třinec | 2  | 1 | 0  | 0  | 1 | 0  | 0  | 5  | 5  | 3   |
| +003, | HC Davos          | 2  | 0 | 0  | 0  | 0 | 0  | 2  | 2  | 9  | 0   |

- Qualifié directement pour les demi-finales
- Qualifié pour les quarts de finale

| 26 décembre | HC Oceláři Třinec | 1-4 (0-1, 0-2, 1-1) | Équipe du Canada | Vaillant Arena 6 006 spectateurs |

| Feuille de match | Feuille de match                           | Feuille de match    | Feuille de match | Feuille de match                                                      |
| ---------------- | ------------------------------------------ | ------------------- | --- | --------------------------------------------------------------------- |
|                  | Chmeliewski (Musil, Adamský) — 28 min 31 s | 0-1 0-2 0-3 1-3 1-4 | Versteeg (Jeffrey, Tambellini) — 5 min 45 s (SN) Clark (Noreau, Tambellini) — 22 min 6 s (SN) Clark (Mitchell, Wiercioch) — 26 min 59 s Clark — 58 min 59 s (CV) | Arbitrage : Mark Lemelin Marc Wiegand Balazs Kovacs Marc-Henri Progin |
| Petr Kváča       | Gardiens                                   | Zachary Fucale      | | Arbitrage : Mark Lemelin Marc Wiegand Balazs Kovacs Marc-Henri Progin |
| 12 min           | Pénalités                                  | 4 min               | | Arbitrage : Mark Lemelin Marc Wiegand Balazs Kovacs Marc-Henri Progin |
|                  |                                            |                     | | Arbitrage : Mark Lemelin Marc Wiegand Balazs Kovacs Marc-Henri Progin |

| 27 décembre | HC Davos | 1-4 (0-1, 0-0, 1-3) | HC Oceláři Třinec | Vaillant Arena 6 300 spectateurs |

| Feuille de match | Feuille de match                           | Feuille de match    | Feuille de match | Feuille de match |
| ---------------- | ------------------------------------------ | ------------------- | --- | ---------------- |
|                  | Pesonen (Kessler, Rantakari) — 40 min 35 s | 0-1 1-1 1-2 1-3 1-4 | O. Kovařčík (Martynek, Zahradníček) — 14 min 12 s Doudera (M. Kovařčík) — 57 min 19 s Polansky (Chmielewski, Duodera) — 58 min 34 s (CV) M. Kovařčík — 59 min 59 s (CV) |                  |
|                  |                                            |                     | |                  |
| 6 min            | Pénalités                                  | 8 min               | |                  |
|                  |                                            |                     | |                  |

| 28 décembre | Équipe du Canada | 5-1 (2-0, 3-0, 5-1) | HC Davos | Vaillant Arena 6 300 spectateurs |

| Feuille de match | Feuille de match | Feuille de match        | Feuille de match                               | Feuille de match |
| ---------------- | --- | ----------------------- | ---------------------------------------------- | ---------------- |
|                  | MacDonald (Grant, Upshall) — 2 min 18 s Jeffrey (Jooris, Maione) — 3 min 30 s Fehr (Winnik, Wiercioch) — 27 min 16 s Clark (Versteeg) — 30 min 38 s Grant (DiDomenico, Ben Maxwell) — 37 min 16 s | 1-0 2-0 3-0 4-0 5-0 5-1 | Hischier (Rantakari, Corvi) — 44 min 39 s (SN) |                  |
| Matt Tomkins     | Gardiens | Joren van Potelberghe   |                                                |                  |
| 14 min           | Pénalités | 8 min                   |                                                |                  |
| 34               | Tirs | 23                      |                                                |                  |

### Phase finale

#### Quarts de finale
| 29 décembre | TPS | 3-1 (1-1, 0-0, 2-0) | HC Davos | 6 036 spectateurs |

| Feuille de match | Feuille de match | Feuille de match   | Feuille de match    | Feuille de match |
| ---------------- | --- | ------------------ | ------------------- | ---------------- |
|                  | Pajuniemi (Parssinen, Chmielewski) — 15 min 44 s Janatuinen (Wirtanen) — 48 min 42 s Janatuinen (Karvonen) — 55 min 53 s | 1-0 2-0 2-1 3-1    | Frener — 8 min 42 s |                  |
| Rasmus Tirronen  | Gardiens | Sandro Aeschlimann |                     |                  |
| 4 min            | Pénalités | 6 min              |                     |                  |
|                  | |                    |                     |                  |

| 29 décembre | HC Oceláři Třinec | 3-2 (1-0, 1-2, 1-0) | Salavat Ioulaïev Oufa | 5 606 spectateurs |

| Feuille de match | Feuille de match | Feuille de match    | Feuille de match                                                                               | Feuille de match |
| ---------------- | --- | ------------------- | ---------------------------------------------------------------------------------------------- | ---------------- |
|                  | Polanský (Adamský, Chmielewski) — 4 min 36 s Stranský (Dravecký) — 20 min 45 s Martynek (Musil, Adamský) — 50 min 55 s (SN) | 1-0 2-0 2-1 2:2 3-2 | Kroutchinine (Guimatov, Kartaïev) — 21 min 15 s Bachkirov (Pimenov, Solodoukhine) — 35 min 8 s |                  |
| Jakub Stepanek   | Gardiens | Andreï Kareïev      |                                                                                                |                  |
| 8 min            | Pénalités | 8 min               |                                                                                                |                  |
|                  | |                     |                                                                                                |                  |

#### Demi-finales
| 30 décembre | Equipe du Canada | 6-0 (2-0, 3-0, 1-0) | TPS Turku | 6 300 spectateurs |

| Feuille de match | Feuille de match | Feuille de match        | Feuille de match | Feuille de match |
| ---------------- | --- | ----------------------- | ---------------- | ---------------- |
|                  | Clark (Jeffrey, Noreau) — 4 min 40 s (SN) Postma (Danforth, Faille) — 15 min 35 s DiDomenico (Postma, Fehr) — 33 min 33 s (SN) Faille (DiDomenico, MacDonald) — 42 min 53 s Versteeg (Clark, Maione) — 44 min 47 s Clark (Jeffrey, Upshall) — 57 min 58 s | 1-0 2-0 3-0 4-0 5-0 6-0 |                  |                  |
| Zachary Fucale   | Gardiens | Rasmus Torrinen         |                  |                  |
| 10 min           | Pénalités | 20 min                  |                  |                  |
|                  | |                         |                  |                  |

| 30 décembre | HC Ambrì-Piotta | 2-3 (pr) (1-0, 0-1, 1-1, 0-1) | HC Oceláři Třinec | 6 300 spectateurs |

| Feuille de match | Feuille de match                                                  | Feuille de match    | Feuille de match | Feuille de match |
| ---------------- | ----------------------------------------------------------------- | ------------------- | --- | ---------------- |
|                  | Dal Pian (Incir, Douay) — 4 min 37 s Flynn (Jelovac) — 51 min 6 s | 1-0 1-1 1-2 2-2 2-3 | O. Kovařčík (Martynek, M. Kovařčík) — 39 min 14 s Dravecký (Gernát, Stránský) — 45 min 25 s Stránský (Martynek, Musil) — 61 min 46 s |                  |
| Daniel Manzato   | Gardiens                                                          | Petr Kváča          | |                  |
| 4 min            | Pénalités                                                         | 8 min               | |                  |
|                  |                                                                   |                     | |                  |

#### Finale
| 31 décembre | Equipe du Canada | 4-0 (0-0, 3-0, 1-0) | HC Oceláři Třinec | 6 300 spectateurs |

| Feuille de match | Feuille de match | Feuille de match | Feuille de match | Feuille de match |
| ---------------- | --- | ---------------- | ---------------- | ---------------- |
|                  | Jeffrey (Tambellini, Versteeg) — 29 min 2 s (SN) Mitchell (Noreau, Clark) — 31 min 40 s (SN) Versteeg (Noreau, Jeffrey) — 33 min 9 s (SN) Jeffrey (Noreau) — 44 min 55 s | 1-0 2-0 3-0 4-0  |                  | Arbitrage :      |
| Zachary Fucale   | Gardiens | Jakub Štepánek   |                  | Arbitrage :      |
| 4 min            | Pénalités | 10 min           |                  | Arbitrage :      |
|                  | |                  |                  | Arbitrage :      |

## Équipe d'étoiles
Chaque année, une équipe type du tournoi est constituée avec les meilleurs joueurs des six équipes.
| Position         | Joueur             | Équipe            |
| ---------------- | ------------------ | ----------------- |
| Gardien          | Zachary Fucale     | Équipe du Canada  |
| Défenseur droit  | Maxim Noreau       | Équipe du Canada  |
| Défenseur gauche | Martin Gernát      | HC Oceláři Třinec |
| Attaquant droit  | Kevin Clark        | Équipe du Canada  |
| Centre           | Matthew D'Agostini | HC Ambrì-Piotta   |
| Attaquant gauche | Aron Chmielewski   | HC Oceláři Třinec |